# Instituto Onça-Pintada
O Instituto Onça-Pintada (IOP) ou  Jaguar Conservation Fund é uma organização não governamental brasileira fundada em junho de 2002 pelo casal de biólogos Leandro Silveira e Anah Tereza de Almeida Jácomo.
O instituto é mantido com doações de empresários ou pessoas físicas e por meio de recursos particulares do casal de biólogos. Em fevereiro de 2022, o instituto formou uma parceria com a gigante agropecuária JBS, o objetivo é desenvolver um projeto de conservação da espécie ao longo do Rio Araguaia, o terceiro maior rio do Brasil, desde a divisa entre Goiás e Mato Grosso, passando pelo Tocantins, até o Pará, a iniciativa deve criar um dos maiores corredores de biodiversidade do mundo, com 3 mil quilômetros de extensão e área de 13 milhões de hectares, em que esses animais poderão circular livremente, inclusive entre os dois maiores biomas brasileiros: a Amazônia e o Cerrado.
Em 2018, havia 14 onças-pintadas no local, destas, quatro são filhotes, dois são jovens e oito são adultos. Na última década, 35 felinos passaram pelo lugar. Apesar do estatuto de conservacionista, as onças-pintadas que chegam recém-nascidas ao criadouro não retornam à natureza porque a principal ameaça a elas, segundo pesquisas do próprio instituto, são os pecuaristas, segundo Anah, devolver o animal ao habitat é "contrassenso devolver à natureza um animal que já veio para o cativeiro fruto desse conflito".

## Multas e embargos
Em junho de 2022 um relatório do IBAMA demonstrou que entre 72 e 125 animais sob guarda do instituto morreram por "negligência ou imperícia" nos últimos 7 anos, entre eles, 52 são de espécies ameaçadas — o instituto considerou que morrem três vezes mais animais do que nascem no Instituto Onça-Pintada.
Três infrações foram apontadas contra o instituto:
- por matar 72 espécimes da fauna silvestre nativa em desacordo com a autorização obtida;
- por praticar maus tratos aos 72 animais ao não lhes garantir segurança nos recintos em que estavam presos;
- por fazer funcionar atividade utilizadora de recursos ambientais contrariando normas legais ao expor os animais.

O documento de multas e embargos aplicados pelo Ibama, em junho de 2022, aponta que os óbitos superaram em três vezes a quantidade de nascimentos, segundo o órgão ambiental, o IOP tem atualmente 109 animais sob guarda. Desde 2016, período em que a análise começou a ser feita, o criadouro perdeu cerca de 70% de seu plantel que foi reposto com recebimento de animais.
| Nº A.I.  | Valor      | Processo             | Sanções aplicadas                                          |
| -------- | ---------- | -------------------- | ---------------------------------------------------------- |
| GM7NH9DM | 110.500,00 | 02001.016426/2022-14 | 4 Resolução Conama 489/18                                  |
| GM7NH9DM | 110.500,00 | 02001.016426/2022-14 | 70 § 1 72 Lei, 9605/98, 3 II, VII 66 Decreto, 6514/2008    |
| XETWITL7 | 270.000,00 | 02001.016439/2022-93 | 70 §1 72 Lei, 9605/98, 3 II,VII 24 I,II Decreto, 6514/2008 |
| 1BK3IJ3V | 72.000,00  | -                    | 29 Decreto, 6514/2008                                      |

Entre as mortes registradas em 2016, o relatório aponta que sete animais foram vitimados, entre eles, um lobo guará e um veado-catingueiro foram mortos após picada de serpente, e duas araras-azul predadas por jaguatirica. Em 2017, 19 animais morreram, entre 2018 e 2019 foram sete óbitos. O ano de 2020 foi o que mais registrou mortes, contabilizando 35 animais no total, em 2021 foram quatro mortes por suposta negligência.
Para a categoria de criadouro conservacionista, na qual o instituto tem autorização, é vedada a exposição de animais, no entanto, o Ibama diz que o instituto utiliza a internet como via de exposição, onde demonstram animais silvestres sendo tratados como animais de estimação, juntam espécies diferentes (presas com predadores) e, também, animais silvestres com  animais domésticos.
A multa foi de R$ 452 mil, além do embargo das "atividades de visitação, recebimento, destinação, alienação (a qualquer justificativa) e reprodução de espécimes até a apresentação de projetos de conservação adequados." O IBAMA também considera inadequada a exposição dos animais visando vantagem financeira realizada pelo IOP, algo vedado pela resolução Conama nº 489/18.
Em resposta os representantes da ONG disseram que a "autuação merece ser anulada devido a “diversos vícios formais e procedimentais que a maculam” e que não seria possível atribuir os óbitos à qualquer "negligência, imprudência ou imperícia". Em nota do IOP, a ONG demonstrou-se surpresa por receber uma multa de um "...fiscal do Ibama, que nunca esteve presencialmente nas nossas instalações." O IOP já apresentou sua defesa ao IBAMA.
O Ministério Público Federal em Goiás (MPF-GO) pediu informações ao Instituto sobre a morte de 72 animais, a IOP terá cinco dias para responder ao pedido da Procuradoria.

### Espécies mortas

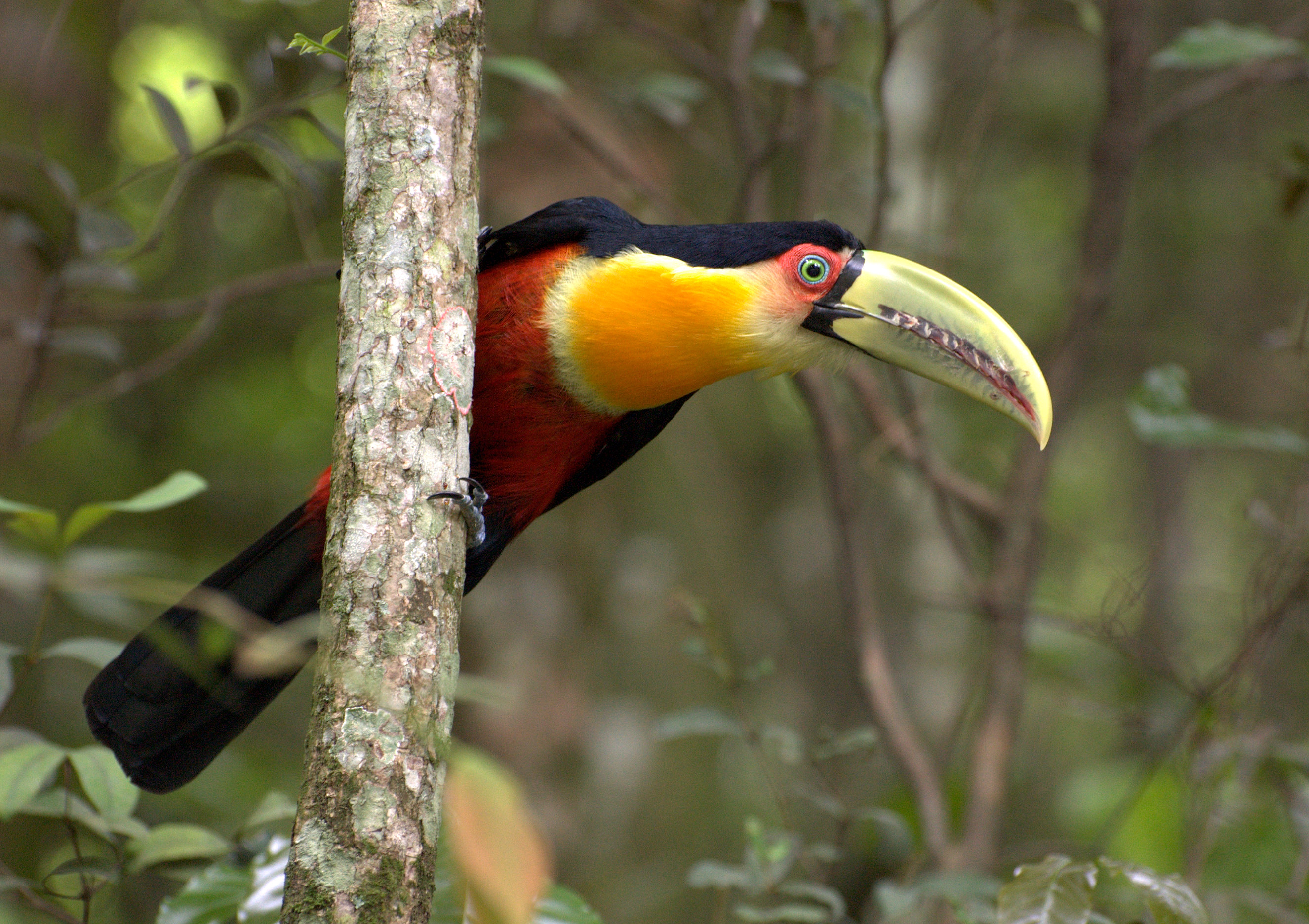
Somente em 2020, 16 Tucanos-de-bico-verde morreram sob a guarda do instituto, é a espécie que mais morreu das 19 espécies listadas no relatório

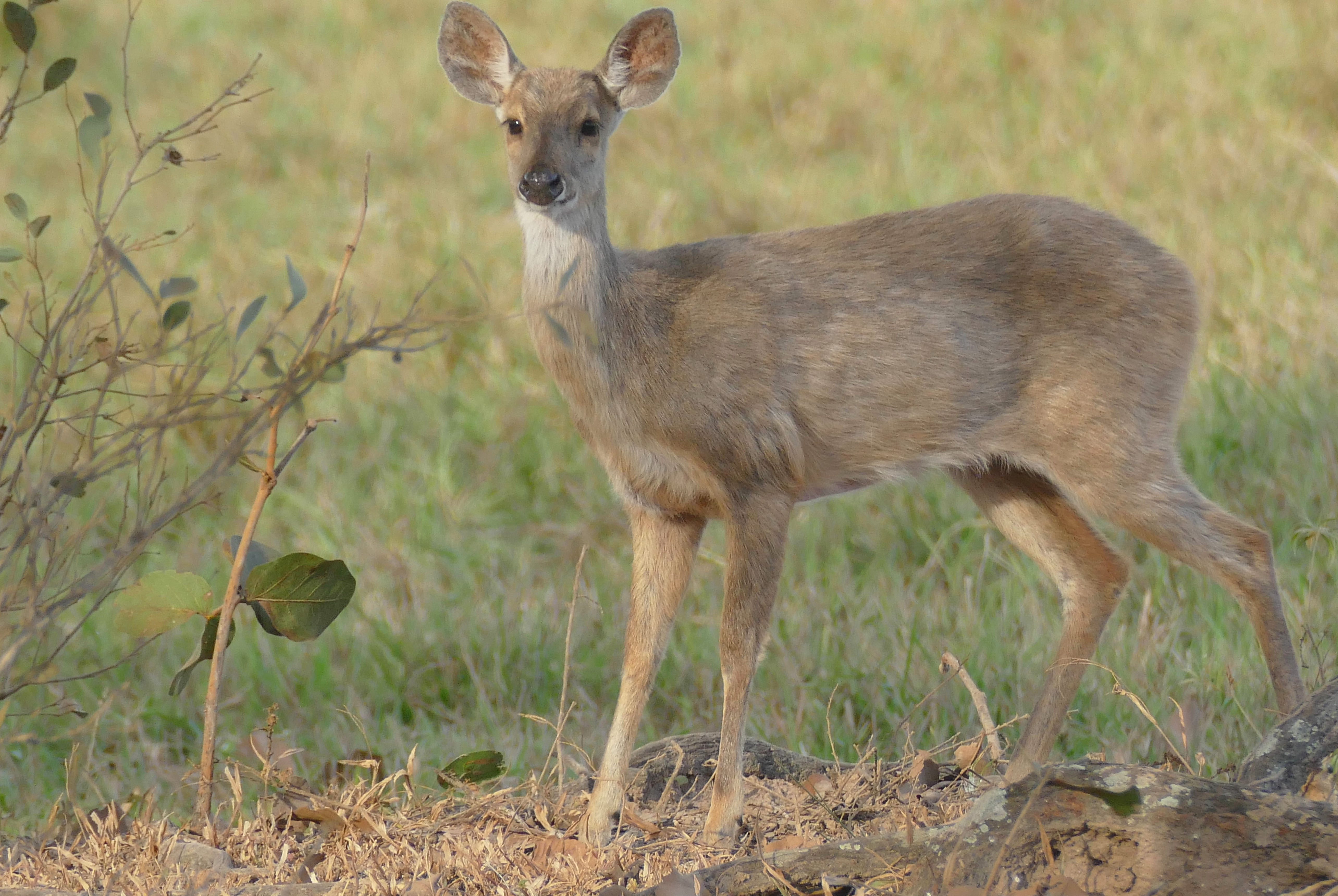
Também em 2020, a instituição perdeu 9 Veados-catingueiros, a segunda espécie com maior perda no plantel da instituição

A lista de espécies mortas de 2017 até 2021 por suposta negligência ou imperícia:
- Anta: 3 (2020)
- Arara-azul-grande: 2 (2016)
- Arara-vermelha-grande: 1 (2016), 1 (2020), total: 2
- Araçari-castanho: 1 (2018), 2 (2020), total: 3
- Araçari-de-bico-riscado: 6 (2017)
- Araçari-de-minhoca: 1 (2018), 3 (2020), total: 4
- Cervo-do-pantanal: 1 (2021)
- Lobo-guará: 2 (2016), 1 (2019), total: 4
- Macaco-aranha: 1 (2021)
- Macaco-aranha-preto: 2 (2017)
- Onça-parda: 1 (2019)
- Onça-pintada: 2 (2020)
- Sagui-de-tufos-brancos: 3 (2017)
- Sagui-de-tufos-pretos: 3 (2017), 2 (2018), total:5
- Tucano-de-bico-verde: 16 (2020)
- Tatu-canastra: 1 (2016)
- Tucano: 2 (2017), 1 (2021), total:3
- Veado-catingueiro: 1 (2016), 9 (2020), total: 10
- Veado-mateiro: 3 (2017), 1 (2018), total: 4

O próprio IOP alegou que as mortes foram por picadas de serpentes, ataques de outros animais, envenenamento (devido ao uso de veneno contra ratos domésticos no local), infestação de pulgas, e ataques de abelhas.

### Manifestação da Secretaria de Meio Ambiente de Goiás
A Secretaria de Estado de Meio Ambiente e Desenvolvimento Sustentável (Semad) de Goiás afirmou que desconhece casos de negligência e maus-tratos cometidos pela ONG e que nos dois últimos anos a Semad realizou três ações fiscalizatórias no empreendimento Instituto Onça-Pintada e em nenhuma ocasião identificou quaisquer fatos que corroborassem com o descrito pelos agentes federais. Sobre a exploração de imagens dos animais em redes sociais, a SEMAD  diz que “pacificou a questão permitindo o uso da imagem dos animais dos plantéis dos empreendimentos de fauna, mediante simples notificação”.

### Desfecho das sanções aplicadas
Em agosto de 2022, além das multas aplicadas pelo Ibama, o IOP foi proibido de receber novos animais silvestres e de realizar postagens utilizando a imagem dos bichos na internet, após acusação de negligência.
Em dezembro de 2022, a Justiça Federal, em decisão de 1ª instância, suspendeu as multas e sanções aplicadas por entender que o órgão responsável pela fiscalização das instalações do IOP é a Secretaria de Estado do Meio Ambiente e Desenvolvimento Sustentável de Goiás (Semad-GO). Segundo o entendimento do Juiz Federal responsável pelo caso, o Ibama somente poderia aplicas as multas caso fosse constatado irregularidades pela Semad-GO, o que não ocorreu, e que a paralização das atividades do instituto implicaria em riscos aos animais.
O Ibama recorreu da decisão, porém, o próprio presidente Jônatas Souza de Trindade, decidiu anular as multas aplicadas. O Ministério Público Federal, que havia aberto processo criminal para investigação do caso, também arquivou o procedimento após receber as informações que solicitou ao instituto.

## Defesa da caça esportiva e abate

Leandro Silveira, um dos fundadores

O fundador do instituto, Leandro Silveira em uma tese de 2004, defende que o abate e mesmo a caça esportiva de onças-pintadas e onças-pardas seriam uma opção ao que denominou "animais-problema".
"Para regiões do Pantanal onde as propriedades são geralmente latifúndios, se dados científicos comprovarem a existência de um ‘animal-problema’, além da impossibilidade de outra solução para o conflito, a caça esportiva embasada cientificamente poderia ser a opção de manejo a ser adotada"— Leandro Silveira, Ecologia comparada e conservação da onça-pintada e onça-parda no Cerrado e Pantanal, 2004
Em nota, Leandro Silveira respondeu que “incluiu a caça como uma entre várias alternativas de manejo na população animal, em circunstâncias específicas e, principalmente, sob controle científico. Inclusive para que se preservem determinadas espécies da extinção”. Mas para o agente ambiental licenciado do Ibama e ex-fiscal, José Augusto Morelli "A caça não traz nenhum benefício para controle da população e manejo de ecossistemas porque não tem critério científico. É só uma forma cruel de promover uma nova forma de perda da biodiversidade já escassa e favorecer pessoas que querem ter posse de armas." José Olímpio Augusto Morelli foi exonerado em julho de 2022 durante o governo Bolsonaro, em 2012, ele havia aplicado uma multa em Jair Bolsonaro por pesca ilegal.
Leandro Silveira e Richard Rasmussen criaram um podcast chamado "Eco Cast" e eventualmente aparecem juntos em outros podcasts.